# Saint-Martin-de-Fenouillet
Saint-Martin-de-Fenouillet là một xã trong tỉnh Pyrénées-Orientales, vùng Occitanie phía nam nước Pháp. Xã Saint-Martin-de-Fenouillet, Pyrénées-Orientales nằm ở khu vực có độ cao trung bình 438 mét trên mực nước biển.